# جون مين
جون مين (بالإنجليزية: John Maine)‏ هو لاعب كرة قاعدة أمريكي، ولد في 8 مايو 1981 في فريدريكسبيورغ في الولايات المتحدة.

## وصلات خارجية
- جون مين على موقع دوري كرة القاعدة الرئيسي (الإنجليزية)
- جون مين على موقعبيزبول رفرنس.كوم (الدوري الرئيسي) (الإنجليزية)
- جون مين على موقعبيزبول رفرنس.كوم (الدوري الثانوي) (الإنجليزية)
- جون مين على موقع إي إس بي إن.كوم (أم.أل.بي) (الإنجليزية)
- جون مين على موقع مشجعي الرسوم البيانية (الإنجليزية)